# Marco Castoro
Marco Castoro (Roma, 11 maggio 1961) è un giornalista italiano.
Attualmente è un giornalista professionista dell'agenzia LaPresse. Dal marzo 2019 al dicembre 2022 giornalista professionista a Il Quotidiano del Sud-L'AltraVoce dell'Italia. Ha fondato e curato l'edizione del lunedì del Quotidiano del Sud denominata L'AltraVoce dei Ventenni. Collabora con Leggo, Rtl 102.5. Coautore e coconduttore del programma sul made in Italy intitolato "Sue Eccellenze", in onda su Rai RadioLive. Gli articoli pubblicati vengono raccolti sul blog www.marcocastoro.it. Da freelance ha collaborato con Il Messaggero e con ilmessaggero.it ove è stato titolare della rubrica "Tele&Visioni". Blogger del ilfattoquotidiano.it. Fino al 5 agosto 2016 vicedirettore e cofondatore del quotidiano La Notizia. Fino al 28 febbraio 2013 è stato caporedattore centrale di Italia Oggi e giornalista parlamentare seguendo la politica in primo piano e il mondo dei media. Ha scritto per Gente, Il Giornale, Grazia, la Verità, QN, Corriere dell'Umbria. Fino al 1º giugno 2007 è stato caporedattore centrale del quotidiano romano Il Tempo. In precedenza capo del servizio sportivo, poi responsabile delle redazioni distaccate e in seguito capocronista di Roma. Sempre nel 2007 ha partecipato alla realizzazione del programma tv “La palla al piede”, andato in onda sull'emittente T9. Giornalista accreditato ai Mondiali di Italia '90, al Festival di Sanremo. Inviato al terremoto di Nocera Umbra del '97 e al sequestro Soffiantini. 

## Gli inizi
Castoro ha scritto il primo articolo nel settembre del 1981, poi ha iniziato la doverosa trafila/gavetta in numerose testate giornalistiche, radiofoniche e televisive prima di approdare nel gennaio 1985 al Tempo. Pubblicista nel 1985.

## Il Tempo
Giornalista professionista dal 31 gennaio 1990 (tessera ordine n. 54517), ha lavorato per 22 anni nel quotidiano romano, dove ha ripercorso tutti i gradini interni fino al ruolo di caporedattore centrale (carica assunta dal I febbraio 2006).
È stato giornalista accreditato ai Campionati Mondiali di calcio di Italia '90. È iscritto all'Ussi (stampa sportiva) e ai Cronisti romani. Dal 1992 al 1994 è stato vicecaposervizio prima dello sport, poi degli spettacoli e della cronaca di Roma.
Inviato ad Ankara per la finale di Coppa CEV di volley, a Nocera Umbra per il terremoto del 26 settembre 1997, a Riofreddo per l'agguato all'ispettore dei NOCS Samuele Donatoni durante il sequestro di Giuseppe Soffiantini.
Autore di numerosi articoli anche per il settore turismo, iscritto al Gist (stampa turistica), è stato inviato per un reportage dalla Siria e in Svezia per il Canale di Göta.
Promosso capo del servizio sportivo dal marzo del 1999, dal 9 giugno 2001 coordina le redazioni distaccate Lazio - Abruzzo - Molise come vice caporedattore. Dal 24 febbraio 2003 capocronista di Roma, responsabile della Cronaca capitolina e della sua provincia. Il mandato è durato quasi tre anni.
Dal 1º novembre 2005 si è occupato delle pagine di Primo piano.
Fino al 1º giugno 2007 lavora quotidianamente alla prima pagina del Tempo e supervisiona le pagine di politica, cronache nazionali ed estere, cultura e spettacoli. In più, dal 2006 è al seguito delle vicende politiche Rai, cda e tg.
Titolare di due rubriche sportive come "Punti di svista" e "Corsi e ricorsi". E di altrettante a Italia Oggi: "Servizio privato" e "A tutto spot".

## Riconoscimenti
- Premio “Beppe Viola” per i giovani giornalisti nei primi anni ottanta
- Due volte il premio Personalità europea nella categoria giornalisti